# Félix Moreno (político peruano)
Félix Manuel Moreno Caballero (Callao, 11 de noviembre de 1964) es un médico y político peruano. Fue gobernador regional del Callao desde el 1 de enero del 2011 hasta el 9 de abril del 2017, siendo encarcelado tras ser acusado por actos de corrupción durante su gestión. Fue también alcalde del Callao y alcalde del distrito de Carmen de La Legua-Reynoso. Actualmente cumple una condena de 5 años de prisión efectiva en el Penal Ancón 1.

## Biografía
Nació en el Callao, el 27 de noviembre de 1964. Sus padres, Félix y Marcela eran médicos, de manera que estuvo cercano a la medicina desde temprana edad. Fue alumno del Colegio Maristas del Callao entre los años 1970 y 1981, donde, aparte de los estudios, se destacó en los deportes, sobre todo en la natación y el fútbol[cita requerida].
Estudió la carrera de medicina humana en la Universidad de San Martín de Porres, de donde egresó con el grado de Licenciado en el año 1995. En esta etapa dio también sus primeros pasos en la política. La universidad lo acercó a la vida pública como parte de las juventudes del Partido Popular Cristiano.
Recién egresado de la facultad, empezó a trabajar en el Hospital de la Marina de Guerra del Perú, donde se inició como médico entre marzo de 1995 y marzo de 1996. Ese mismo año ingresó como Médico Asistente al Hospital San José del Callao, ubicado en Carmen de la Legua Reynoso, distrito por el que trabajaría en los años siguientes.

## Carrera  profesional
- Gerente General de Sanidad de la Municipalidad Provincial del Callao.
- Médico de la Marina de Guerra del Perú.
- Médico del Hospital San José en el Callao.
- Cursó estudios  en el Centro de Altos Estudios Militares (CAEM) sobre “Descentralización de Gobiernos Regionales y Distritales.
- Participó en el Congreso de Alcaldes en México, DF.
- Participó en el  Congreso Latinoamericano de Municipalidades, en La Habana, Cuba, entre otros.

## Carrera política

### Alcalde de Carmen de la Legua Reynoso
Tras un periodo como Regidor en la Municipalidad del Callao en 1995, donde presidió la comisión de Salud, inició oficialmente su carrera política en 1999, como alcalde de Carmen de la Legua Reynoso por el Movimiento independiente Chim Pum Callao. Fue reelecto para el periodo 2003 - 2006.

### Alcalde del Callao
Posteriormente fue elegido alcalde provincial del Callao. Accedió al sillón municipal del Callao entre 2007 y 2010. Como alcalde Provincial, siguió trabajando para mejorar la calidad de vida de todos los chalacos, generando  miles de puestos de trabajo en obras como la construcción de cuatro grandes parques temáticos (Parque del Ejército, Parque de la Marina, Parque de la Fuerza Aérea y Parque de la Policía Nacional), la construcción de un nuevo Palacio Municipal, urbanización y reordenamiento del espacio urbano en toda la provincia[cita requerida].

### Presidente Regional del Callao
En octubre de 2010 fue elegido como Presidente Regional del Callao. Durante su gestión ha realizado obras como la Villa Deportiva Regional, construcción de autopista Néstor Gambetta y Costanera. En el plano de la salud, se ha encargado de reorganizar cerca de 50 hospitales y de impulsar programas como ADAMO y los Clinibuses. La Escuela de Talentos es otra de las marcas de su gestión a la cabeza del Gobierno Regional en educación, así como la conexión de los colegios públicos del Callao a Internet.

## Procesos judiciales
Felix Moreno afronta catorce procesos judiciales, sobre acusaciones de delitos cometidos presuntamente durante su paso por la alcaldía y la gobernación del Callao. Entre ellos están los casos de la Costa Verde, Oquendo, Córpac, Spa del Pentagonito y Gambetta.
Una serie de importantes inversiones –-canchas sintéticas de fútbol, escaleras, entre otras del Gobierno Regional del Callao ha sido puesta en cuestión, según una denuncia por defraudación al Estado presentada por la Procuraduría.
Las obras a favor del gobernador regional para cubrir robos al Estado, primero fueron inauguradas y después fueron sometidas a un proceso de licitación pública, reveló el programa de TV “Cuarto poder”. Más de 300 millones de soles habría destinado el Gobierno Regional del Callao en la ejecución de 54 obras realizadas a través de cuestionados procesos de adjudicación directa, de acuerdo con la denuncia de la Procuraduría Anticorrupción del Callao.
Se han realizado diversas modalidades de defraudación. (…) Luego de que ya están inauguradas (las obras) se otorga una convocatoria de buena pro para cubrir de legalidad un hecho que es totalmente irregular, indicó el procurador anticorrupción Fernando Barreto.
CANCHA EN EL CARLOS PHILIPS. En el caso de obras realizadas en el colegio Carlos Philips, la construcción de una cancha deportiva de gras sintético se concluyó la primera semana de marzo de 2012, sin embargo, según el Organismo de Contrataciones y Adquisiciones del Estado OSCE, la empresa Ingenieros y Contratistas Mineros de Servicios Múltiples recién ganó la buena pro para edificar este campo de fulbito ocho meses después, es decir el 11 de noviembre de ese año, por un monto ascendente a los 272 mil soles.
El informe indica que trabajadores municipales se llevaron la placa de la losa deportiva cuando llegaron los trabajadores de la Procuraduría anticorrupción a investigar.
El informe da cuenta que la misma operación se repitió en la inauguración de un campo deportivo del colegio Fe y Alegría en Ventanilla en junio del año pasado, con una obra valorizada en 420 mil soles. Del mismo modo, también se denuncia el retiro de la placa de la fecha.
Además, el procurador Barreto menciona que “estaríamos frente a una sobrevaloración” de bienes en el que “el metro cuadrado estaría costando entre 800 a 900 soles, sin embargo en el mercado nacional cuesta entre 40 y 50 dólares”.
ASENTAMIENTOS HUMANOS EN VENTANILLA En el asentamiento humano Las Brisas de Ventanilla, el 31 de abril del año pasado, estas graderías de concreto fueron estrenadas, con fiesta de por medio, por el propio Félix Moreno. Lo curioso es que 5 meses después de la pomposa inauguración, recién se convocó al proceso de adjudicación de esta obra valorizada en 134 mil 784 soles.
La obra está inconclusa, han denunciado los vecinos. Algo parecido ocurrió con el asentamiento humano las Viñas de Angamos: se inauguraron en mayo del año pasado, sin embargo según estos documentos oficiales, la empresa ganadora de la buena pro estaría, en este momento, realizando los trabajos. Curiosamente, la empresa Corbaz se adjudicó esta obra recién el 18 de julio por 188 mil soles. Pero estas escaleras fueron terminadas un año antes.

### Caso Lava Jato
Este caso se circunscribe al escándalo de mega corrupción protagonizada por la constructora brasileña Odebrecht.
El 9 de abril de 2017, el Poder Judicial del Perú, a través del juez Ricardo Manrique Laura, titular del Tercer Juzgado de Investigación Preparatoria de la Sala Penal Nacional, ordenó su prisión preventiva por 18 meses, mientras durasen las investigaciones. La Fiscalía le atribuyó los presuntos delitos de lavado de activos y tráfico de influencias al haberse beneficiado de una  coima de US$ 2,4 millones de la Empresa Odebrecht que influyó en la licitación a favor de esta por la concesión del tramo del Callao de la vía del Circuito de playas de la Costa Verde. Moreno, que en ese momento era gobernador del Callao, fue apresado y trasladado al penal de Ancón.
Pero tres meses después, el 7 de junio de 2017, la Primera Sala Penal de Apelaciones, a cargo de los jueces Sonia Torres Muñoz y Carlos Carcausto Calla, revocó la prisión preventiva y Moreno pasó a afrontar el proceso en libertad, con comparecencia restringida.
En noviembre de 2018 se hizo un nuevo pedido de prisión preventiva, por la fiscal Geovana Mori, ante la jueza de investigación preparatoria Elizabeth Arias, aduciendo que se habían agravado las imputaciones contra Moreno. La jueza tardó más de tres semanas en evaluar el pedido de la fiscal, hasta que el 14 de diciembre de 2018 decidió rechazarlo, limitándose a dar a Moreno impedimento de salida del país por tres años. El fiscal del caso apeló esta decisión y pidió que se le aplique nuevamente la prisión preventiva. El 31 de enero de 2019, la sala de apelaciones revocó la decisión de la Jueza Elizabeth Arias y impuso 18 meses de prisión para Felix Moreno, que se encontraba prófugo desde el 17 de enero, poco antes de que se le dictara sentencia de prisión por otro caso, el de Oquendo. La fiscalía hizo presente que al ser allanada la casa de Moreno, se halló una agenda con anotaciones sobre las reuniones que habría mantenido con el exjuez supremo César Hinostroza, quien es sindicado como cabecilla de la organización criminal Los cuellos blancos del puerto.
El 20 de febrero de 2019, en el marco del interrogatorio del Equipo de Fiscales del Caso Lava Jato a los exdirectivos de la empresa Odebrecht en Brasil, el ex apoderado de Odebrecht Igor Braga Vasconcelos Cruz confirmó que la constructora entregó US$4 millones en sobornos por la obra de la Costa Verde del Callao. De ese monto, US$2.4 millones habrían sido para Moreno, de los cuales, US$2 millones fueron transferidos directamente al publicista brasileño Luis Favre, que fue el asesor de Moreno en la campaña electoral del 2014 para la gobernación del Callao. El restante US$1.6 millones fue destinado al empresario Gil Shavit, que era el enlace entre Odebrecht y Moreno.

### Caso Oquendo
El 17 de enero de 2019 se ordenó su detención y prisión efectiva de cinco años por haber vendido a un particular un terreno del Estado que había sido donado para la construcción de un mercado y un centro de acopio de alimentos, ubicado en el fundo Oquendo, en Ventanilla. Según demostró el fiscal Francisco Alarcón Solís, Moreno aprovechó su cargo para favorecer a la empresa inmobiliaria ‘Estefanía S. A. C.’ con la venta del fundo de 70 030 m², por un precio muy por debajo de su valor real (su precio real era de 24 millones pero fue vendido por 14 millones).

### Caso Corpac
Moreno fue también acusado de colusión en el caso Corpac, que se refiere al inconcluso proyecto de construcción de la sede de la Corporación Peruana de Aeropuertos y Aviación Comercial (Corpac). Según la tesis de la fiscalía, hubo una concertación entre Moreno, entonces alcalde del Callao, y los directivos de Corpac, para evitar un concurso público y otorgar la obra de construcción a la empresa municipal Finver, que no tenía experiencia en ese rubro, logrando que el Estado peruano desembolsara más de 21 millones de soles para la obra, que no fue concluida. Eso ocurrió en el año 2010. El 22 de febrero de 2019, el Primer Juzgado Penal Unipersonal del Callao, a cargo del juez Gino Delzo, declaró culpable a Moreno y lo condenó a cinco años de prisión. También lo inhabilitó por un año y ocho meses para ocupar cargos públicos. En este caso fueron procesados también otros funcionarios, entre ellos la exministra del segundo gobierno de Alan García Pérez y exdirectivo de Corpac, Susana Pinilla, que también fue condenada a cinco años de prisión efectiva.

### Prófugo de la justicia
Moreno se halló prófugo de la justicia desde el 17 de enero de 2019. La justicia lo halló culpable y lo sentenció con prisión efectiva por los casos Oquendo y Córpac, por ello fue incluido en el Programa de Recompensas del Ministerio del Interior, ofreciéndose 20 000 soles a quien dé información que lleve a su ubicación y captura.
Al existir la sospecha de que se haya fugado del Perú, la Interpol activó la Notificación Roja para su búsqueda y detención.

### Detención y captura
El 11 de noviembre de 2019, a las 23:40 horas, el Ministerio del Interior tras diez meses de no presentarse su paradero y estando no habido, detuvo al exgobernador a través de la Policía Nacional en una vivienda en Cieneguilla, Lima. En detalles, el ministro Carlos Morán, se refirió la situación como una buena noticia para el país; recordando además otros importantes operativos anteriores, tales como las capturas de Carlos Burgos, exalcalde del distrito de San Juan de Lurigancho, y Edwin Donayre, excomandante general del Ejército de Perú. Además, se precisó que Moreno estuvo en compañía de una mujer y llevaba consigo dinero en efectivo al momento de la intervención policial.

### Construcción de un sauna
En 2023 fue sentenciado por la construcción irregular de un sauna con recursos del gobierno regional en 2008.

## Reconocimientos
- Condecoración por el Gobierno peruano con la Orden al Mérito por Servicios Distinguidos en el Grado de Gran Cruz.
- Condecorado por la Universidad Nacional Mayor de San Marcos con la Medalla de Honor Sanmarquina en el Grado de Gran Cruz.[35]
- Doctor honoris causa, grado entregado por la Universidad Inca Garcilaso de la Vega.[36]
- Condecoración con la Orden Cruz Peruana al Mérito Naval por la Marina de Guerra del Perú.
- Condecorado con la Orden Capitán Quiñones en la Clase Comendador por la Fuerza Aérea del Perú.
- Condecorado con la Orden de Gran Cruz por el Ejército Peruano.
- Condecorado con la Medalla José Gálvez Egúsquiza por el Colegio de Abogados del Callao.
- Condecorado por la Municipalidad Provincial de Trujillo con la Medalla de la Ciudad y Diploma de Honor.
- Condecorado por la Municipalidad Provincial de Huánuco con la Orden del León.
- Condecorado con la “Palma de Oro al Mérito Ciudadano 2009”, por la Asociación de Clubes Departamentales del Perú.
- Siendo Alcalde Distrital de Carmen de la Legua Reynoso obtuvo la Certificación ISO 9001 como Primera Entidad Municipal a nivel nacional que obtiene este reconocimiento a la calidad y eficiencia en el servicio.
- En el 2011 la Escuela de Talentos de la Región Callao ganó el Premio de Creatividad Empresarial en la categoría Educación.